# (6119) Hjorth
Pour les articles homonymes, voir Hjorth.
(6119) Hjorth est un astéroïde de la ceinture principale.

## Description
(6119) Hjorth est un astéroïde de la ceinture principale. Il fut découvert le 6 décembre 1986 à Brorfelde par Poul Jensen. Il présente une orbite caractérisée par un demi-grand axe de 2,62 UA, une excentricité de 0,12 et une inclinaison de 11,6° par rapport à l'écliptique.

## Compléments